# رافائيل لوفاتو جونيور
رافائيل لوفاتو جونيور (بالإنجليزية: Christian؛ مواليد 25 يونيو 1983) هو مُقاتل فنون قتالية مختلطة أمريكي مُعتزل.

## وصلات خارجية
- رافائيل لوفاتو جونيور على موقع بيلاتور (الإنجليزية)
- رافائيل لوفاتو جونيور على موقع شيردوغ (الإنجليزية)
- رافائيل لوفاتو جونيور على موقع IMDb (الإنجليزية)